# Serdedelo
Serdedelo es una freguesia portuguesa del concelho de Ponte de Lima, con 6,85 km² de superficie y 500 habitantes (2001). Su densidad de población es de 73,0 hab/km².